# 탄소격리

인간 활동으로 인해 배출되는 대기 중 과잉 이산화탄소의 지질학적, 생물학적 탄소 격리를 보여주는 개략도.

탄소격리(carbon sequestration)는 탄소를 탄소흡수원에 저장하는 과정이다.  대기 중 이산화탄소의 양을 줄여 기후 변화를 완화하는 데 중요한 역할을 한다. 탄소격리에는 생물학적(이른바 생물학적 격리)과 지질이라는 두 가지 주요 유형이 있다. 생물학적 탄소격리는 탄소 순환의 일부로 자연적으로 발생하는 과정이다. 인간은 의도적인 행동과 기술의 사용을 통해 이를 향상시킬 수 있다. 이산화탄소(CO2)는 생물학적, 화학적, 물리적 과정을 통해 대기에서 자연적으로 포집된다. 이러한 과정은 예를 들어 탄소 농업이라고 불리는 토지 이용 및 농업 관행의 변화를 통해 가속화될 수 있다. 비슷한 효과를 내기 위해 인공적인 과정도 고안되었다. 이러한 접근 방식을 탄소 포집 및 저장이라고 한다. 여기에는 인간 활동으로 인해 지하 또는 해저에서 생성되는 CO2를 포집하고 격리(저장)하는 기술을 사용하는 것이 포함된다.
숲, 다시마숲 및 기타 형태의 식물은 자라면서 공기로부터 이산화탄소를 흡수하여 바이오매스로 묶는다. 그러나 이러한 생물학적 저장은 장기적인 격리가 보장될 수 없기 때문에 비영구적인 탄소흡수원으로 간주된다. 예를 들어, 산불이나 질병과 같은 자연 현상, 경제적 압박, 정치적 우선순위 변화 등으로 인해 격리된 탄소가 대기 중으로 다시 방출될 수 있다.
대기에서 제거된 이산화탄소는 지하에 주입하여 지각에 저장하거나 불용성 탄산염 형태로 저장할 수도 있다. 후자의 과정을 광물 격리라고 한다. 이러한 방법은 대기에서 이산화탄소를 제거할 뿐만 아니라 이를 무기한으로 격리시키기 때문에 비휘발성으로 간주된다. 이는 탄소가 수천 년에서 수백만 년 동안 "고정"되어 있음을 의미한다.
해양의 탄소 격리 과정을 향상시키기 위해 해조류 양식, 해양 시비, 인공 용승, 현무암 저장, 광물화 및 심해 퇴적물, 산을 중화하기 위한 염기 추가 등의 기술이 제안되었다. 그러나 아직까지 대규모 적용을 달성한 사례는 없다.